# Međa (Sveti Petar Orehovec)
Međa falu Horvátországban Kapronca-Kőrös megyében. Közigazgatásilag  Sveti Petar Orehovechez tartozik.

## Fekvése
Kőröstől 2 km-re északnyugatra, községközpontjától 3 km-re délkeletre fekszik.

## Története
A falunak 1857-ben 241,  1910-ben 299 lakosa volt. Trianonig Belovár-Kőrös vármegye Körösi járásához tartozott. 2001-ben 189 lakosa volt.